# Roy Knickman
Roy Knickman (Ventura, 23 juni 1965) is een voormalig Amerikaans wielrenner.

## Belangrijkste overwinningen
1982
- Amerikaans kampioen veldrijden, Elite
- Amerikaans kampioen op de weg, Junioren

1983
- Amerikaans kampioen op de weg, Junioren

1987
- 8e etappe Dauphiné Libéré
- 8e etappe Ronde van Zwitserland

## Resultaten in voornaamste wedstrijden
| Jaar | Ronde van Italië | Ronde van Frankrijk | Ronde van Spanje |
| ---- | ---------------- | ------------------- | ---------------- |
| 1986 | 72e              |                     |                  |
| 1988 | buiten tijd      | buiten tijd         |                  |
| 1989 |                  | opgave              |                  |
| 1990 | opgave           |                     |                  |

| Jaar | Parijs-Roubaix |  | WK op de weg |
| ---- | -------------- |  | ------------ |
| 1986 |                |  | 64e          |
| 1988 | 65e            |  |              |
| 1989 |                |  |              |
| 1990 |                |  |              |